# Edgar de Jesús García Gil

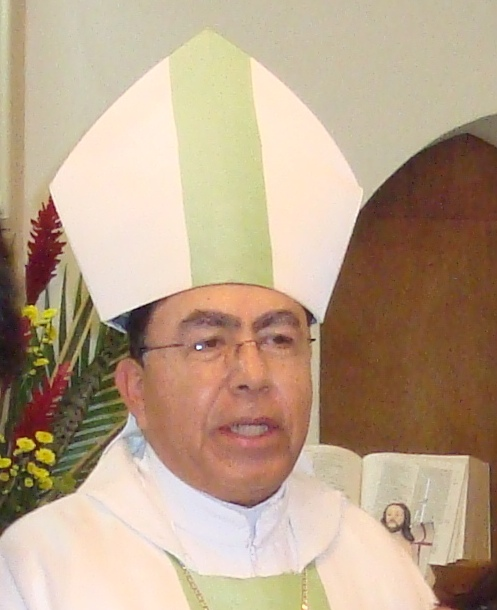
Bischof Edgar García im Jahr 2011

Edgar de Jesús García Gil (* 13. Oktober 1946 in Roldanillo) ist Bischof von Palmira. 

## Leben
Edgar de Jesús Garcia Gil empfing am 28. August 1971 die Priesterweihe. Papst Johannes Paul II. ernannte ihn am 8. Juli 1992 zum Titularbischof von Forum Traiani und Weihbischof in Cali. 
Die Bischofsweihe spendete ihm der Bischof von Cartago, José Gabriel Calderón Contreras, am 8. September desselben Jahres; Mitkonsekratoren waren Pedro Rubiano Sáenz, Erzbischof von Cali, und Hernán Giraldo Jaramillo, Bischof von Málaga-Soatá.
Am 28. Oktober 2002 wurde er zum Bischof von Montelíbano ernannt. Am 24. Mai 2010 wurde er zum Bischof von Palmira ernannt und am 31. Juli desselben Jahres in das Amt eingeführt.